# ویرا ووک
ویرا ووک (اوکراینی: Ві́ра Оста́півна Селя́нська؛ زادهٔ ۲ ژانویهٔ ۱۹۲۶) نویسنده، مترجم، و متخصص ادبیات اهل جمهوری دوم لهستان است.
وی همچنین برندهٔ جوایزی همچون جایزه ملی شوچنکو شده‌است.